# Korolewicze
Korolewicze (biał. Каралевічы; ros. Королевичи) – wieś na Białorusi, w obwodzie witebskim, w rejonie głębockim, w sielsowiecie Hołubicze.
Dawniej używane nazwy – Królewicze, Karolewicze.

## Historia
W czasach zaborów wieś w powiecie dzisieńskim, w guberni wileńskiej Imperium Rosyjskiego.
W latach 1921–1945 wieś leżała w Polsce, w województwie wileńskim, w powiecie dziśnieńskim, w gminie Głębokie, a następnie w gminie Hołubicze.
Według Powszechnego Spisu Ludności z 1921 roku zamieszkiwało tu 257 osób, 247 było wyznania prawosławnego a 10 mojżeszowego. Jednocześnie 2 mieszkańców  zadeklarowało polską przynależność narodową, 241 białoruską a 8 żydowską. Było tu 49 budynków mieszkalnych. W 1931 w 54 domach zamieszkiwały 282 osoby.
Wierni należeli do parafii rzymskokatolickiej w Zaszcześlu i prawosławnej w Kowalach. Miejscowość podlegała pod Sąd Grodzki w Głębokiem i Okręgowy w Wilnie; właściwy urząd pocztowy mieścił się w Głębokiem.
W wyniku napaści ZSRR na Polskę we wrześniu 1939 miejscowość znalazła się pod okupacją sowiecką. 2 listopada została włączona do Białoruskiej SRR. Od czerwca 1941 roku pod okupacją niemiecką. W 1944 miejscowość została ponownie zajęta przez wojska sowieckie i włączona do Białoruskiej SRR.
Od 1991 w składzie niepodległej Białorusi.